# Джим Келлер (інженер)
Джим Келлер (нар. 1958/1959) — інженер мікропроцесорів, найбільш відомий своєю роботою в AMD та Apple . Він був провідним архітектором мікроархітектури AMD K8 (включаючи оригінальний Athlon 64) і брав участь у проектуванні Athlon (K7) та Apple Процесори A4 / A5 . Він також був співавтором специфікацій для набору інструкцій x86-64 та з'єднання HyperTransport . З 2012 по 2015 рік він повернувся в AMD, щоб працювати над мікроархітектурами AMD K12 та Zen .

## Освіта
Він отримав ступінь бакалавра електротехніки в Університеті штату Пенсильванія яку здобув у 1980 р.

## Кар'єра
Джим Келлер приєднався до DEC в 1982 році і працював там до 1998 року, де брав участь у розробці ряду процесорів, включаючи VAX 8800, Alpha 21164 та Alpha 21264 . До DEC він працював у корпорації Harris над мікропроцесорними платами. У 1998 році він перейшов до AMD, де працював над запуском процесора AMD Athlon (K7) і був провідним архітектором мікроархітектури AMD K8 що також включало розробку набору інструкцій x86-64 та з'єднання HyperTransport, що в основному використовується для мультипроцесорної комунікації.
У 1999 році він залишив AMD для роботи в SiByte для розробки процесорів на основі MIPS для мережевих інтерфейсів 1 Гбіт/с та інших пристроїв. У листопаді 2000 р. SiByte було придбано Broadcom де він працював головним архітектором до 2004 р.
У 2004 році він перейшов на посаду віце-президента з питань інжинірингу в PA Semi, компанії, що спеціалізується на мобільних процесорах малої електричної потужності. На початку 2008 року Келлер перейшов до Apple. PA Semi був придбаний Apple незабаром після цього, возз'єднавши Келлера з попередньою командою з PA Semi. Нова команда працювала над розробкою мобільних процесорів Apple A4 та A5, що працюють на чіпі . Ці процесори використовувались у декількох продуктах Apple, включаючи iPhone 4, 4S, iPad та iPad 2 .
У серпні 2012 року Джим Келлер повернувся до AMD, де його головним завданням було керівництво розробкою нового покоління мікроархітектур x86-64 та ARM під назвою Zen і K12 . Після багатьох років неможливості конкурувати з Intel на ринку процесорів високого класу, нове покоління процесорів Zen сподівається відновити позиції AMD на ринку процесорів високого класу x86-64 . 18 вересня 2015 року Келлер пішов з AMD, щоб скористатися іншими можливостями, закінчивши свою трирічну роботу в AMD.
У січні 2016 року Келлер приєднався до Tesla, Inc. на посаді віце-президента апаратної розробки автопілотів.
У квітні 2018 року Келлер приєднався до Intel. Він звільнився з Intel у червні 2020 року, офіційно посилаючись на особисті причини. Хоча пізніше повідомлялося, що він залишив компанію через суперечку щодо того, чи повинна компанія передати більшу частину своєї продукції на аутсорсинг.
Джим Келлер приєднався до Tenstorrent у грудні 2020 року.